# Maike Schaefer

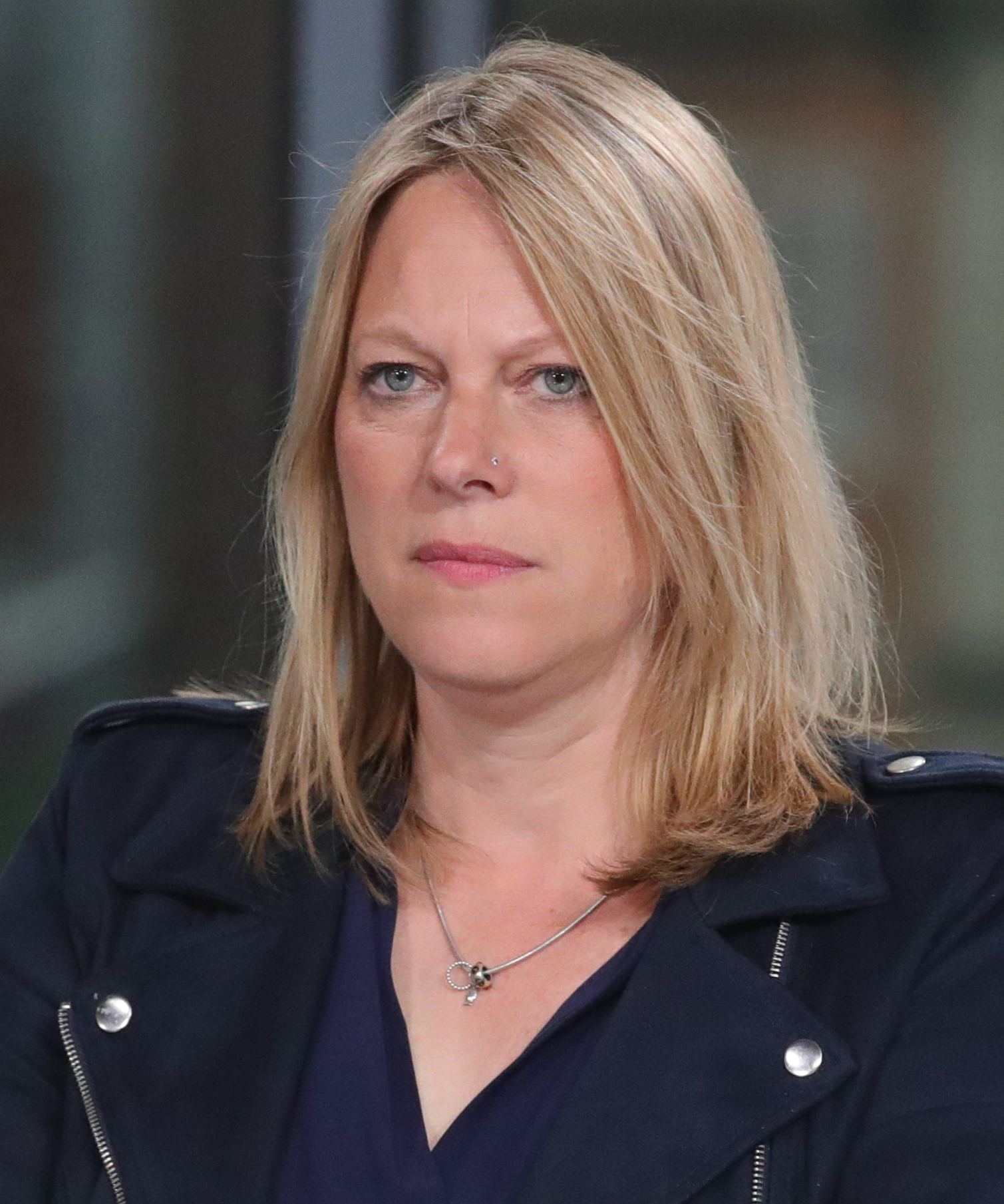
Maike Schaefer, 2023

Maike Schaefer (* 2. Juni 1971 in Schwalmstadt) ist eine deutsche Politikerin (Bündnis 90/Die Grünen) und Biologin. Sie war von August 2019 bis Juli 2023 Stellvertreterin des Präsidenten des Senats und Bürgermeisterin sowie Bremer Senatorin für Klimaschutz, Umwelt, Mobilität, Stadtentwicklung und Wohnungsbau im Senat Bovenschulte I.
Zuvor war sie von Juni 2015 bis August 2019 die Fraktionsvorsitzende ihrer Partei in der Bremischen Bürgerschaft, der sie als Abgeordnete seit 2007 (mit einer Unterbrechung 2019–2023) angehört. Bei den Bürgerschaftswahlen in Bremen 2019 und 2023 war sie die Spitzenkandidatin der Grünen.

## Biografie

### Familie, Ausbildung und Beruf
Schaefer hat 1990 am Staatlichen Gymnasium, dem heutigen Sophie-Hedwig-Gymnasium in Diez ihr Abitur gemacht. Anschließend ging sie für ein Jahr als Au-Pair nach London.
Nach ihrem Englandaufenthalt studierte sie Biologie an der Universität Bremen und schloss 1997 ihr Diplom ab. Als wissenschaftliche Mitarbeiterin am Zentrum für Umweltforschung und nachhaltige Technologien (UFT) der Universität Bremen wurde sie im Bereich der Risikoabschätzung von Umweltchemikalien im Rahmen eines Bodensanierungsprojektes 2003 zum Doktor der Naturwissenschaften promoviert. Ihre Dissertation wurde als gedrucktes Manuskript unter dem Titel Earthworms in contaminated soils. Ecotoxicological testing and biodegradation of crude oil im nächsten Jahr veröffentlicht. Sie blieb beim UFT im Bereich der Ökotoxikologie und untersuchte im Auftrag des Institutes die Umwelteffekte von Schadstoffen in Böden und Gewässern.
Sie ist verheiratet, hat ein Kind und wohnt in Bremen-Vegesack.

### Politik

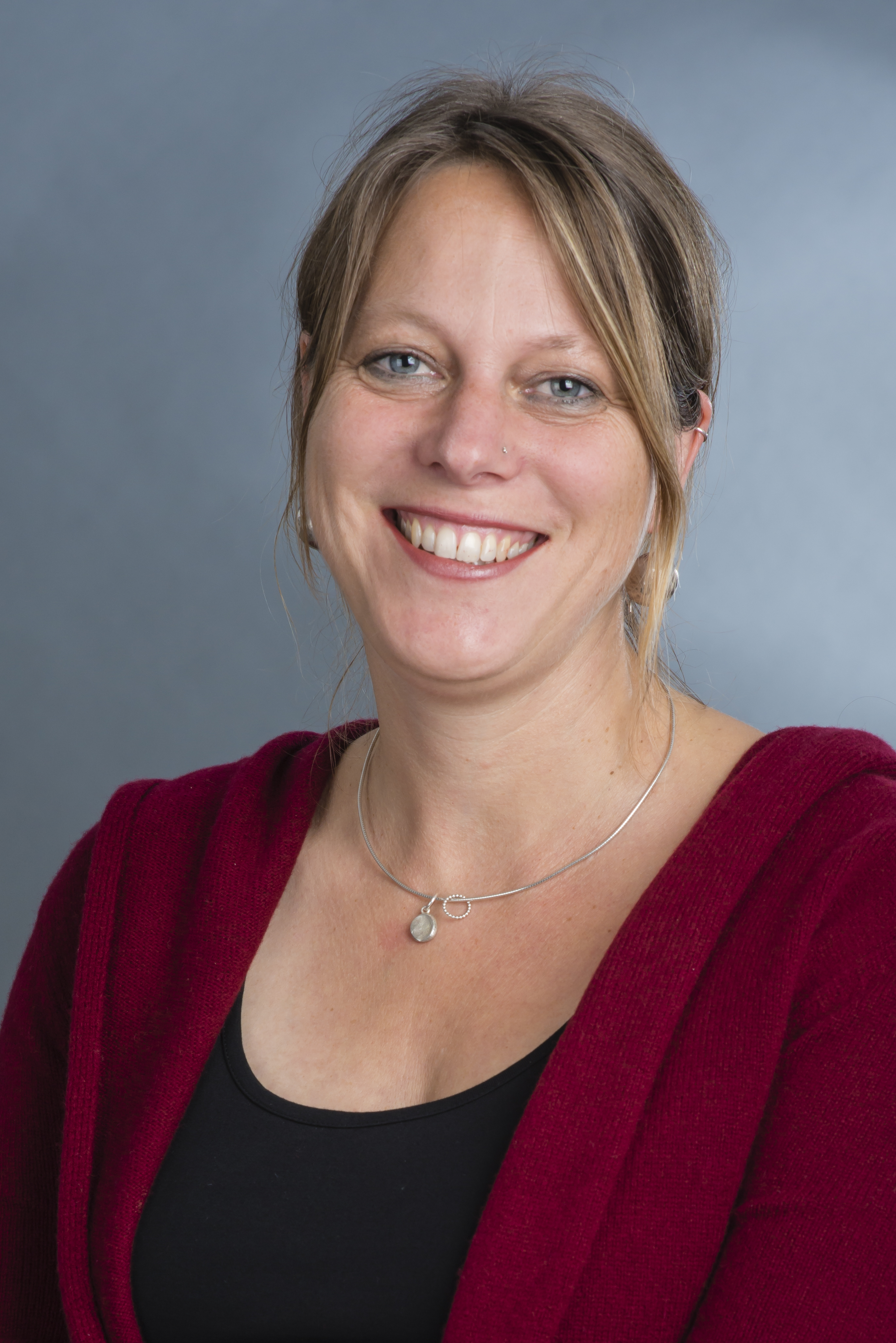
Maike Schaefer 2015

Schaefer ist seit Januar 2002 Mitglied in Bündnis 90/Die Grünen Bremen. Von 2003 bis 2007 gehörte sie als Mitglied dem Beirat Neustadt an.
Im September 2003 wurde sie zur Beisitzerin in den grünen Landesvorstand gewählt und war dort für die Bereiche Umwelt und Wissenschaft zuständig. Zusammen mit Karin Mathes (MdBB) initiierte sie die grüne Landesarbeitsgemeinschaft (LAG) Umwelt.
Schaefer ist seit Juni 2007 Abgeordnete in der Bremischen Bürgerschaft und war von 2011 bis 2015 stellvertretende Fraktionsvorsitzende. Seit Anfang Juni 2015 führte sie als Nachfolgerin von Matthias Güldner die Bürgerschaftsfraktion als Fraktionsvorsitzende an. Ihr Nachfolger in diesem Amt ist Björn Fecker. Sie war bis 2019 die umweltpolitische Sprecherin ihrer Fraktion.

Sie war vertreten im
Ausschuss für Angelegenheiten der Häfen im Lande Bremen,
Betriebsausschuss „Umweltbetrieb Bremen“,
nichtständigen Ausschuss zur Änderung der Landesverfassung und im
Verfassungs- und Geschäftsordnungsausschuss sowie in der
staatlichen und städtischen Deputation für Umwelt, Bau, Verkehr, Stadtentwicklung und Energie und der
städtischen Deputation für Wirtschaft, Arbeit und Häfen.
Im Sommer 2018 setzte sich Schaefer bei einer Urwahl zur Spitzenkandidatur der Grünen für die Bürgerschaftswahl in Bremen 2019 mit 223:191 Stimmen gegen die damalige Senatorin und Bürgermeisterin Karoline Linnert durch. Nach Stimmenzuwächsen in Höhe von rund 2 Prozentpunkten für die Grünen bei der Bremer Bürgerschaftswahl 2019 sprach sich Schaefer für Koalitionsverhandlungen mit der SPD und der Linken aus. Im Wahlkampf hatte sie sich zuvor auf kein mögliches Bündnis festgelegt.
Im rot-grün-roten Senat Bovenschulte I wurde Schaefer die dritte grüne Umweltsenatorin in Folge in Bremen. Die politischer Schwerpunkte ihrer Amtszeit lagen auf dem baulichen Klimaschutz und der Umgestaltung des Innenstadtverkehrs in Bremen mit Präferenz für ÖPNV und Fahrrad. Schaefer hatte im Wahlkampf 2019 drei zu bauende Fahrradbrücken über die Weser angekündigt, von denen die erste 2023 in die Planungsphase ging. Öffentlich umstritten waren die Art und Kommunikation der Maßnahmen, mit denen Schaefer lokale Verkehrslenkung erreichen wollte. Für Kritik sorgte ein Verkehrsversuch 2021–2022 in der Innenstadt, der unter anderem die Martinistraße betraf. Als Vorsitzende der Verkehrsministerkonferenz handelte Schaefer erfolgreich für die Länder das Deutschlandticket aus. Mit Amtsantritt des Senats Bovenschulte II am 5. Juli 2023 schied sie aus dem Senat aus.
Im Dezember 2022 wurde Schaefer mit 72,8 Prozent zur Spitzenkandidatin ihrer Partei für die Bürgerschaftswahl in Bremen 2023 gewählt. Bei der Bürgerschaftswahl erreichten Bündnis 90/Die Grünen mit zwölf Prozent das schlechteste Ergebnis seit mehr als 20 Jahren in Bremen. Schaefer wurde eine Anti-Autofahrer-Politik vorgeworfen, die sich beispielsweise in mehr Fahrradstraßen und weniger Parkplätzen zeige. Sie wurde mit für das schlechte Wahlergebnis verantwortlich gemacht. Am 15. Mai 2023, einen Tag nach der Wahl, trat Schaefer daraufhin zurück.

## Veröffentlichungen
- mit Hartmut Koehler, Tobias Frische, Ingo Dobner, Peter Behrend, Heidi Taubner, Bernd Jastorff, Jürgen Warrelmann & Ulrich Walter: Erprobung und Erfolgskontrolle eines Phytoremediationsverfahrens zur Sanierung Sprengstoff-kontaminierter Böden. Teil II: Ergebnisse eines Freilandexperimentes. In: UWSF-Z Umweltchem Ökotox. 13 (5), 2001, S. 255–316 (PDF; 534 kB), archive.org, 4. März 2016.
- Behavioural Endpoints in Earthworm Ecotoxicology. Evaluation of Different Test Systems in Soil Toxicity Assessment. In: Journal of Soils and Sediments. 3 (2), 2003, S. 79–84 (PDF; 201 kB), archive.org, 4. März 2016.
- Earthworms in Contaminated Soils. Ecotoxicological Testing and Biodegradation of Crude Oil. GCA-Verlag. Dissertation, GCA-Verlag, Herdecke 2004, ISBN 3-89863-164-8.